# Colobomatus lamnae
Colobomatus lamnae is een eenoogkreeftjessoort uit de familie van de Philichthyidae. De wetenschappelijke naam van de soort is voor het eerst geldig gepubliceerd in 1873 door Hesse.